# Вівсянчик рудоспинний
Вівся́нчик рудоспинний (Idiopsar dorsalis) — вид горобцеподібних птахів родини саякових (Thraupidae). Мешкає в Андах.

## Опис
Довжина птаха становить 15 см. Голова і шия попелясто-сірі, горло біле. Спина рудувато-каштанова, надхвістя попелясто-сіре. Груди світло-сірі, решта нижньої частини тіла білувата. Крила і хвіст чорнувато-коричневі.

## Поширення і екологія
Рудоспинні вівсянчики мешкають в регіоні Південноандійської юнги на півночі Чилі (Аріка-і-Парінакота), Тарапака, Антофагаста), на південному заході Болівії (на південь від Оруро) та на північному заході Аргентини (Жужуй, Сальта, Тукуман, Катамарка і Ла-Ріоха). Вони живуть на високогірних луках пуна та серед скель. Зустрічаються парами влітку і невеликими зграйками взимку, переважно на висоті від 4000 до 4500 м над рівнем моря. Іноді приєднуються до змішаних зграй птахів, зокрема з білогорлими вівсянчиками. Живляться безхребетними і насінням. Сезон розмноження триває з лютого по травень. Самці рудоспинних вівсянчиків влаштовують демонстраційні польоти. Гніздо куполоподібне, розміщується серед скель. В кладці 3 яйця.